# Número de Rouse
En dinámica de fluidos, el Número de Rouse (P ó Z) es un número adimensional en la que se utiliza para definir un perfil de concentración de sedimento suspendido y que también determina cómo se transportará el sedimento en un líquido o gas que fluye.

## Etimología
El Número de Rouse lleva el nombre del dinamista de fluidos americano Hunter Rouse.

## Descripción
Es un parámetro de escala característico en el Perfil de Rouse de la concentración de sedimentos suspendidos en profundidad en un fluido que se mueve. La concentración de sedimento suspendido con profundidad es proporcional al aumento del número negativo de Rouse. También se utiliza para determinar cómo se moverán las partículas en el fluido.
Su expresión es la siguiente:
| Símbolo                      | Nombre                               | Unidad |
| ---------------------------- | ------------------------------------ | ------ |
| {\displaystyle \mathrm {P} } | Número de Rouse                      |        |
| {\displaystyle w_{s}}        | Velocidad de caída del sedimento     | m / s  |
| {\displaystyle \kappa }      | Constante de von Kármán              |        |
| {\displaystyle u_{*}}        | Velocidad de cizalladura o de corte  | m / s  |
| {\displaystyle \kappa u_{*}} | Velocidad ascendente de la partícula | m / s  |

En ocasiones, el factor β se incluye en la ecuación antes de la constante de von Kármán, que es una constante que correlaciona la viscosidad del torbellino a la difusividad de él. Generalmente se considera β=1 y, por lo tanto, se suele omitir en el cálculo real. Sin embargo, no debe ignorarse al considerar la ecuación completa  que es la siguiente:
{\displaystyle \mathrm {P} ={\frac {w_{s}}{\beta \kappa u_{*}}}}
Los números de Rouse necesarios para el transporte como carga de cauce, carga en suspensión y carga de lavado se indican a continuación.
| Modo de transporte                | Número de Rouse |
| --------------------------------- | --------------- |
| Carga del lecho                   | Ro >2.5         |
| Carga suspendida: 50% Suspensión  | 2,5> Ro >1,2    |
| Carga suspendida: 100% Suspensión | 1,2> Ro >0,8    |
| Carga de lavado                   | Ro < 0,8        |